# Calle Ave María

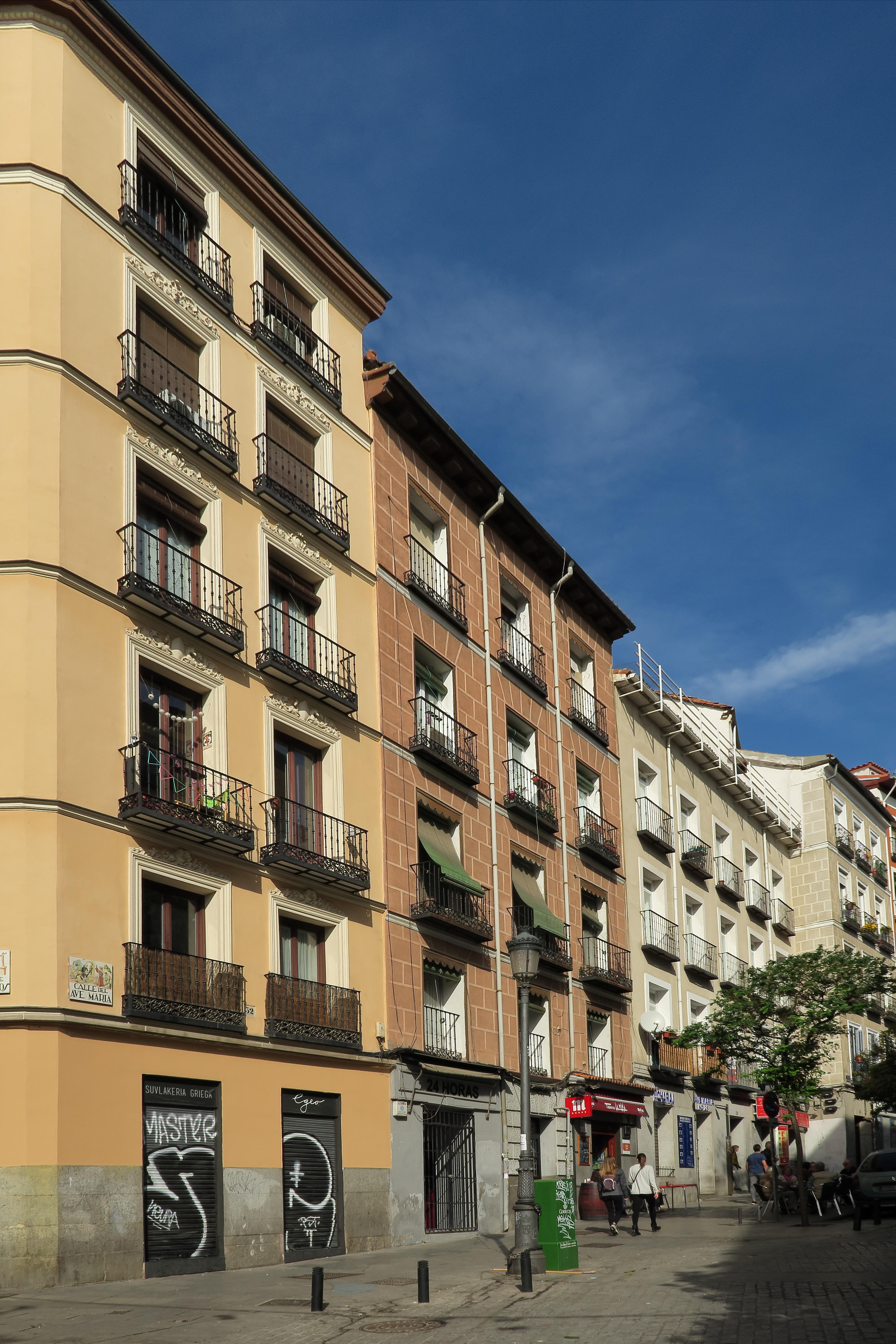
Calle de Ave María, desde la calle de San Carlos (en 2016)

La calle Ave María (de Ave María o del Ave María) es una vía pública de Madrid, situada en el barrio de Embajadores, distrito Centro, que va, en dirección norte-sur, desde la calle de la Magdalena a la plaza de Lavapiés, en el conjunto urbano del barrio de Lavapiés, cuna de la manolería. Conocida en su origen como calle o camino del Barranco, e indistintamente nombrada «Ave María» en los planos de Texeira (1656) y Espinosa (1769), se conserva documentación de construcciones particulares desde 1742. Entre 1936 y 1939 se le dio el nombre de Luis Santa María.

## Historia
Su nombre legendario parte de la supuesta exclamación (¡Ave María!) que se le escapó al santo Simón de Rojas con ocasión de un macabro suceso. La versión popular/tradicional recogida por Ramón de Mesonero Romanos y luego repetida y retocada relata que habiendo insistido el santo Simón ante Felipe III en demoler las viejas viviendas que había en aquel paraje, por sospecharse que eran casas de mal vivir, ocurrió que en el proceso de demolición aparecieron restos humanos hacinados en unos pozos. No se especifica cuánto tiempo llevaban allí. El cronista Pedro de Répide, por su parte, da una versión más documentada históricamente, según la cual, tomando ejemplo de la ayuda que el beato Juan de Ribera había dado a Felipe III de España en el proceso de expulsión de los moriscos valencianos, Simón de Rojas se ofreció a su vez para continuar la tarea en los arrabales de Madrid, vecinos al convento de la Trinidad donde el religioso tenía casa y fundación de la Congregación del Ave María. Consumada la limpieza, Rojas le dio a la calle aquel nombre, para «celebrar su triunfo y como purificación del lugar». Observa Mesonero que por la misma circunstancia se bautizó con su propio nombre, calle de San Simón, una de las calles perpendiculares al Ave María. En el siglo XIX, se encontraba en la calle la Casa de "Pepa la malagueña", lupanar frecuentado por Fernando VII, donde el general liberal Vicente Richart tramó matarlo, en lo que se conoce como la Conspiración del Triángulo.
También cuenta Répide que hubo un teatrito en esta calle a comienzos del siglo xx que de barraca de cinematógrafo llegó a ser local reformado con el nombre de Coliseo de Lavapiés, y frecuentado por teatro de aficionados. Sin salir del mundo de la farándula, se puede anotar que en el número 23 de esta calle murió el 16 de enero de 1873, José Ramón Calvo, cabeza de la dinastía de actores que llevó su apellido.
En la esquina de esta calle con la de San Simón hubo una fuente con cuatro caños, documentada desde el siglo xvii y cegada con la instalación de aguas del Canal de Isabel II en la década de 1870. En el siglo xx se instaló una nueva fuente. Calle del Madrid castizo, es citada en la zarzuela El barberillo de Lavapiés, de Luis Mariano de Larra.

## Madrid galdosiano
«En la calle del Ave-María» tituló Benito Pérez Galdós el capítulo I de la Parte Cuarta de su novela más conocida y reconocida, Fortunata y Jacinta. Y en este párrafo queda explicado el por qué: 

...no había más remedio que dar el salto del Norte al Sur de Madrid, pues teniendo Maximiliano que pasar la mayor parte del tiempo en la botica de Samaniego, era una falta de caridad hacerle recorrer dos veces al día los tres cuartos de legua que separan el barrio de Chamberí del de Lavapiés. Cargó, pues, la señora de Jáuregui con sus penates, y se instaló en un segundo de la calle del Ave-María. Habríale gustado vivir en la misma casa de la botica; pero no había allí ningún cuarto con papeles. Eligió un segundo de la finca inmediata, y sus balcones caían al lado de los de su amiga Casta Moreno, viuda de Samaniego. Los primeros días extrañaba la casa, teniéndola por peor que la otra; mas pronto hubo de reconocer que era mucho mejor, más espaciosa y bella, y en cuanto a los barrios, lo que la señora había perdido en tranquilidad ganábalo en animación. Poco a poco se fue adaptando a su nuevo domicilio, y cuando la sorprende de nuevo nuestro relato, sentada junto a la ventana y recapacitando, con la mano dentro de la media, en una fecha que debe caer allá por Marzo del 75 [1875], ya no se acordaba de la vivienda de Chamberí en que la conocimos.

En Misericordia, se cita también la calle: "-Ya ves que Frasquito está acostumbrado a comer en casas grandes.
-Justamente: como la taberna de Boto, en la calle del Ave María... ración de guisado, a real; con pan y vino, treinta y cinco céntimos".

## Actualidad
En la actualidad, se ha hecho hecho famosa la calle por ser sede de la taberna abierta por el exvicepresidente del Gobierno Pablo Iglesias y actual director de Canal Red: se trata de la Taberna Garibaldi, que además de su actividad hostelera, es sede de diversos actos y reuniones de la izquierda y en especial del partido Podemos, como la presentación del libro de la exministra Irene Montero el pasado viernes 10 de enero de 2025, convertida en manifestación antifascista por amenazas de grupos neonazis.